# Leblancproces

Reactieschema

Het leblancproces was een proces om langs synthetische weg soda te vervaardigen. Het proces wordt tegenwoordig niet meer toegepast; het is vervangen door het veel efficiëntere solvayproces.

## Geschiedenis
Soda (natriumcarbonaat) was een gewild product dat onder meer vereist was bij de glasfabricage, waar het gebruikt werd als vloeimiddel. Daarnaast gebruikte de textielindustrie grote hoeveelheden soda als bleekmiddel en om wol te ontvetten. Men gebruikte voorheen potas (kaliumcarbonaat) voor hetzelfde doel. Om dit te vervaardigen was echter veel hout vereist: uit 2000 kg eikenhout verkreeg men 3 kg houtas, dat als zodanig werd gebruikt. Ook het gebruik van weedas, uit zoutminnende kustplanten bereid, bracht geen soelaas. Tegen het einde van de 18e eeuw trachtten vele chemici een proces te vinden om soda uit keukenzout te bereiden. In 1775 loofde de Académie des sciences 2.400 livres uit voor degene die een manier vond om soda te bereiden uit zeezout. Het was Nicolas Leblanc die in 1789 een (andere) weg vond waarlangs dit kon geschieden. Door het samensmelten van een mengsel van glauberzout (natriumsulfaat; (Na2SO4), steenkool en kalksteen (CaCO3) wordt soda (Na2CO3) gevormd. Op 25 september 1791 werd aan Leblanc octrooi verleend voor zijn procédé.
Met steun van de hertog van Orleans richtte Leblanc in 1791 te Saint-Denis een sodafabriek op. De productie bedroeg 250 à 300 kg soda per dag en het product had een hoge zuiverheidsgraad. Door de troebelen tijdens de Franse Revolutie werd deze fabriek echter weldra gesloten en werd Leblancs octrooi nietig verklaard. Niettemin werden er spoedig veel sodafabrieken opgericht en kon Frankrijk reeds in 1812 in zijn soda-behoefte voorzien.
In Nederland werd het leblancproces voor het eerst toegepast in 1827 en wel te Kralingen bij de verfstoffenfabriek van Van Someren.
Dankzij de beschikbaarheid van goedkope soda kon de glasindustrie vanaf 1850 sterk toenemen. Ook goedkope zeep kwam hierdoor op de markt.

## Proces en bijproducten
Door keukenzout met zwavelzuur te laten reageren ontstaan natriumsulfaat en zoutzuur.
2 NaCl + H2SO4 → Na2SO4 + 2 HCl
Door het samensmelten van dit natriumsulfaat met kalksteen en steenkool ontstaat, naast de beoogde soda, calciumsulfide en koolstofdioxide. Dit smelten geschiedde aanvankelijk in met de hand bediende vlamovens maar vanaf 1853 kwamen roterende ovens in zwang.
Na2SO4 + 2 C + CaCO3 → 2 CO2 + Na2CO3 + CaS
Aanvankelijk liet men het bij de fabricage van glauberzout vrijkomende zoutzuurgas in de lucht ontsnappen. De milieubelasting die daarvan het gevolg was laat zich raden. In 1863 werden fabrikanten daarom verplicht dit zoutzuurgas in water op te lossen, waarbij vloeibaar zoutzuur ontstond. Dit geschiedde in zogeheten tourils. Hierbij stroomt water in tegengestelde richting als het zoutzuurgas en neemt dit gas op. Een toepassing voor dit zoutzuur was gelegen in de productie van chloorbleekloog. Daartoe moest het zoutzuur in chloorgas worden omgezet. Dit geschiedde door het zoutzuur op mangaan(IV)oxide (MnO2) in te laten werken, waarbij water en mangaanchloride ontstaat alsmede een klein percentage chloorgas. Door nu het mangaanchloride met kalkmelk (Ca(OH)2) te laten reageren ontstaat opnieuw bruinsteen. Het eveneens gevormde calciumchloride kon nuttig worden gebruikt, bijvoorbeeld als wegenzout.
Door soda en gebluste kalk te laten reageren kon bovendien natronloog (bijtende natron) worden vervaardigd, waarbij tevens opnieuw kalk (CaCO3) ontstaat. Natronloog kan onder meer in de zeepfabricage worden ingezet.
Een probleem bij het leblancproces vormde het in grote hoeveelheden vrijkomen van calciumsulfide. Dit bijproduct werd op hopen gestort, maar door de invloed van water en het in de lucht aanwezige koolstofdioxide ontstond hierbij het giftige zwavelwaterstof. Hoewel het in 1883 dankzij het clausproces mogelijk werd om de in het calciumsulfide aanwezige zwavel terug te winnen, werd het leblancproces toen al nauwelijks meer toegepast, omdat in 1861 het solvayproces was ontdekt, dat de leblancindustrie zou verdringen. Het gewonnen zwavel kon in de zwavelzuurproductie worden ingezet.

## Betekenis
De leblancindustrie was een vroeg voorbeeld van een geïntegreerd chemisch-industrieel complex. Hiermee vormde het een voorbeeld voor het ontwerp van latere processen, waarbij eveneens tal van bijproducten vrijkwamen waarvoor een toepassing moest worden gezocht.